# Provaci ancora, Harry
Provaci ancora, Harry (The Law and Harry McGraw) è una serie televisiva statunitense in 16 episodi trasmessi per la prima volta nel corso di una sola stagione dal 1987 al 1988. È uno spin-off della serie La signora in giallo (in cui era già apparso il personaggio protagonista, Harry McGraw).

## Trama
È una serie del genere giallo incentrata sui casi del detective privato Harry McGraw, alcuni dei quali risolti da lui per conto della procuratrice distrettuale Ellie Maginnis che trova i metodi di McGraw un po' difficili da digerire, anche se efficaci. Un'attrazione romantica tra i due viene appena suggerita nel corso della stagione ma la serie non durò abbastanza a lungo affinché si sviluppasse una sottotrama adeguata.

## Personaggi e interpreti
- Harry McGraw (16 episodi, 1987-1988), interpretato da Jerry Orbach.
- Ellie Maginnis (16 episodi, 1987-1988), interpretata da Barbara Babcock.
- Steve Lacey (16 episodi, 1987-1988), interpretato da Shea Farrell.
- Moglie (2 episodi, 1987-1988), interpretata da Layla Bias Galloway.
- Tyler Chase, interpretato da Peter Haskell.
- Tenente Paul, interpretato da Ron Masak.

## Produzione
La serie, ideata da Peter S. Fischer, fu prodotta da Universal Television. Le musiche furono composte da Richard Markowitz. Tra i registi della serie sono accreditati Peter Crane e Allen Reisner.

## Distribuzione
La serie fu trasmessa negli Stati Uniti dal 27 settembre 1987 al 10 febbraio 1988 sulla rete televisiva CBS. In Italia è stata trasmessa nel 1990 su RaiUno con il titolo Provaci ancora, Harry.
Alcune delle uscite internazionali sono state:
- negli Stati Uniti il 27 settembre 1987 (The Law and Harry McGraw)
- nel Regno Unito il 1º luglio 1990
- in Italia (Provaci ancora, Harry)

## Episodi
| Stagione       | Episodi | Prima TV USA | Prima TV Italia |
| -------------- | ------- | ------------ | --------------- |
| Prima stagione | 16      | 1987-1988    | 1990            |